# 東百舌鳥村
東百舌鳥村（ひがしもずむら）は、かつて大阪府にあった村である。現在の堺市中区土師町、新家町、大野芝町などにあたる。

## 歴史
- 1661年（寛文元年）：大鳥郡土師村の荒地に土師新田が開発される。
- 1673年 - 1681年（延宝年間）：大鳥郡土師村の荒地に土塔新田が開発される。
  - ただし、土塔新田の村役は土師村ではなく深井村が務めた。
- 1889年（明治22年）4月1日：大鳥郡土師村と土師新田が合併して、大鳥郡東百舌鳥村が発足。大字土師に村役場を設置。
- 1896年（明治29年）4月1日：郡の統廃合により、泉北郡が成立。
- 1942年（昭和17年）7月1日：泉北郡浜寺町、鳳町、踞尾村、八田荘村、深井村と共に堺市に編入される。
- 1943年（昭和18年）：堺市土師町、新家町、大野芝町の町名に改称。